# Distretto di Tvrdošín
Il distretto di Tvrdošín (okres Tvrdošín) è uno dei 79 distretti della Slovacchia, situato nella regione di Žilina, nella parte centrale del Paese.
Fino al 1918, il distretto faceva parte della contea ungherese di Orava.

## Geografia antropica
Il distretto è composto da 2 città e 13 comuni:

### Città
- Trstená
- Tvrdošín

### Comuni
- Brezovica
- Čimhová
- Habovka
- Hladovka
- Liesek
- Nižná
- Oravský Biely Potok
- Podbiel
- Suchá Hora
- Štefanov nad Oravou
- Vitanová
- Zábiedovo
- Zuberec